# فنادق ومنتجعات والدورف أستوريا
فنادق ومنتجعات والدورف أستوريا (بالإنجليزية: Waldorf Astoria Hotels & Resorts)‏ (سابقا، مجموعة والدورف استوريا) هي العلامة التجارية الفاخرة لفنادق ومنتجعات تابعة لشركة هيلتون العالمية. ويتم استخدام العلامة التجارية على الفنادق التي تقدم أعلى معايير المرافق والخدمات.

## وصلات خارجية
- الموقع الإلكتروني